# Instytut Polonistyki i Dziennikarstwa Uniwersytetu Rzeszowskiego
Instytut Polonistyki i Dziennikarstwa Uniwersytetu Rzeszowskiego – jeden z dziewięciu instytutów Kolegium Nauk Humanistycznych Uniwersytetu Rzeszowskiego.

## Historia
Początki Instytutu sięgają działalności Wyższej Szkoły Pedagogicznej w Rzeszowie, utworzonej w 1965 roku. Powstała rok później Katedra Literatury i Języka Polskiego przekształcona została w roku 1981 w Instytut Filologii Polskiej. W tej formie organizacyjnej Instytut stał się w roku 2001 jednostką Wydziału Filologicznego Uniwersytetu Rzeszowskiego. Wydział Filologiczny UR funkcjonował do 30 września 2019 roku, posiadał prawa doktoryzowania i habilitowania w zakresie literaturoznawstwa i językoznawstwa, a w ostatniej ocenie naukowej uzyskał kategorię A. Uprawnienia te przejęło obecnie Kolegium Nauk Humanistycznych. W ostatnich latach nastąpiło znaczne poszerzenie oferty dydaktycznej dla studentów, w związku z czym dotychczasowy Instytut Filologii Polskiej zmienił się od 1 czerwca 2018 roku w Instytut Polonistyki i Dziennikarstwa.

## Władze Instytutu

### Obecne
W roku akademickim 2019/2020:
| Stanowisko                           | Imię i nazwisko          |
| ------------------------------------ | ------------------------ |
| Dyrektor                             | dr hab. Janusz Pasterski |
| Zastępca Dyrektora ds. dydaktycznych | dr hab. Elżbieta Mazur   |

### Historyczne
- 1966–1972 – prof. dr hab. Stanisław Frycie (kierownik Katedry Literatury i Języka Polskiego)
- 1972–1980 – prof. dr Stefan Reczek (kierownik Katedry Literatury i Języka Polskiego)
- 1980–1984 – prof. dr hab. Piotr Żbikowski (kierownik Katedry Literatury i Języka Polskiego 1980–1981; dyrektor Instytutu Filologii Polskiej 1981–1984)
- 1984–1990 – prof. dr hab. Janina Węgier (dyrektor Instytutu Filologii Polskiej)
- 1990–1993 – prof. dr hab. Piotr Żbikowski (dyrektor Instytutu Filologii Polskiej)
- 1993–1996 – dr hab. Teresa Ampel, prof. WSP (dyrektor Instytutu Filologii Polskiej)
- 1996–1999 – prof. dr hab. Kazimierz Ożóg (dyrektor Instytutu Filologii Polskiej)
- 1999–2005 – prof. dr hab. Zbigniew Andres (dyrektor Instytutu Filologii Polskiej)
- 2005–2008 – dr hab. Joanna Rusin, prof. UR (dyrektor Instytutu Filologii Polskiej)
- 2008–2012 – dr hab. Marek Stanisz, prof. UR (dyrektor Instytutu Filologii Polskiej)

## Struktura organizacyjna
W ramach Instytutu funkcjonują następujące zakłady:

### Zakład Literatury Staropolskiej i Polskiego Oświecenia
Samodzielni pracownicy naukowi:
- dr hab. Marek Nalepa – kierownik Zakładu
- dr hab. Jolanta Kowal
- dr hab. Roman Magryś
- dr hab. Grzegorz Trościński

### Zakład Literatury i Kultury XIX Wieku oraz Badań Mitoznawczych
Samodzielni pracownicy naukowi:
- dr hab. Marek Stanisz – kierownik Zakładu
- dr hab. Mariusz Chrostek
- dr hab. Kazimierz Maciąg
- dr hab. Joanna Rusin

### Zakład Literatury Polskiej XX i XXI Wieku
Samodzielni pracownicy naukowi:
- dr hab. Anna Wal – kierownik Zakładu
- dr hab. Zenon Ożóg
- dr hab. Anna Jamrozek-Sowa
- dr hab. Agata Paliwoda
- dr hab. Janusz Pasterski
- dr hab. Magdalena Rabizo-Birek

### Zakład Badań nad Literaturą i Edukacją Polonistyczną
Samodzielni pracownicy naukowi:
- dr hab. Dorota Karkut – kierownik Zakładu
- dr hab. Agata Kucharska-Babula
- dr hab. Elżbieta Mazur
- dr hab. Tadeusz Półchłopek

### Zakład Teorii i Antropologii Literatury
Samodzielni pracownicy naukowi:
- dr Arkadiusz Luboń – kierownik Zakładu
- prof. dr hab. Jolanta Pasterska
- prof. dr hab. Stanisław Uliasz

### Zakład Kultury Mediów
Samodzielni pracownicy naukowi:
- dr hab. Alicja Jakubowska-Ożóg – kierownik Zakładu
- dr hab. Magdalena Patro-Kucab

### Zakład Lingwistyki Kulturowej i Komunikacji Społecznej
Samodzielni pracownicy naukowi:
- dr hab. Bożena Taras – kierownik Zakładu
- dr hab. Urszula Gajewska
- dr hab. Wioletta Kochmańska
- dr hab. Urszula Kopeć

### Zakład Pragmatyki Komunikacyjnej
Samodzielni pracownicy naukowi:
- prof. dr hab. Grażyna Filip – kierownik Zakładu

### Zakład Onomastyki
Samodzielni pracownicy naukowi:
- dr hab. Ewa Oronowicz-Kida – kierownik Zakładu
- prof. dr hab. Kazimierz Ożóg
- dr hab. Agnieszka Myszka